# Atletiek op de Olympische Zomerspelen 2016 – 4×400 meter mannen
De 4×400 meter mannen op de Olympische Zomerspelen 2016 in Rio de Janeiro vond plaats op 19 augustus (series) en 20 augustus 2012 (finale). Regerend olympisch kampioen was Jamaica.

## Records
Voorafgaand aan het toernooi waren dit het wereldrecord en het olympisch record.
| Wereldrecord     | Verenigde Staten Andrew Valmon Quincy Watts Butch Reynolds Michael Johnson  | 2.54,29 | Stuttgart | 22 augustus 1993 |
| Olympisch record | Verenigde Staten LaShawn Merritt Angelo Taylor David Neville Jeremy Wariner | 2.55,39 | Peking    | 23 augustus 2008 |

Tijdens dit evenement zijn de volgende nationale records verbroken.
| Welk land | Tijd    |
| --------- | ------- |
| België    | 2.58,25 |
| Botswana  | 2.59,06 |

## Tijdschema
| Datum                     | Tijd  | Onderdeel |
| ------------------------- | ----- | --------- |
| Vrijdag 19 augustus 2016  | 21:10 | Series    |
| Zaterdag 20 augustus 2016 | 22:35 | Finale    |

## Uitslagen
Legenda:

Q - Gekwalificeerd door eindplaats

q - Gekwalificeerd door eindtijd

SR - Beste tijd gelopen in seizoen voor land

NR - Nationaal record voor land

WL - Beste wereldjaarprestatie

DSQ - Gediskwalificeerd

### Series
Kwalificatieregels:
1. De drie snelsten van elke serie kwalificeerden zich direct voor de finale.
2. Van de overgebleven teams kwalificeerden de twee snelsten zich ook voor de finale.

#### Serie 1
| Rang | Land | Team                                                                  | Tijd    | Opmerkingen |
| ---- | ---- | --------------------------------------------------------------------- | ------- | ----------- |
| 1    | JAM  | Rusheen McDonald, Peter Matthews, Nathon Allen, Javon Francis         | 2.58,29 | Q, WL       |
| 2    | USA  | Arman Hall, Tony McQuay, Kyle Clemons, David Verburg                  | 2.58,38 | Q, SB       |
| 3    | BOT  | Isaac Makwala, Karabo Sibanda, Onkabetse Nkobolo, Leaname Maotoanong  | 2.59,35 | Q, NR       |
| 4    | POL  | Łukasz Krawczuk, Michał Pietrzak, Jakub Krzewina, Rafał Omelko        | 2.59,58 | q, SB       |
| 5    | FRA  | Mame-Ibra Anne, Teddy Atine-Venel, Mamadou Kassé Hann, Thomas Jordier | 3.00,82 | SB          |
| 6    | COL  | Anthony Zambrano, Diego Palomeque, Carlos Lemos, Jhon Perlaza         | 3.01,84 |             |
| 7    | JPN  | Julian Walsh, Tomoya Tamura, Takamasa Kitagawa, Nobuya Kato           | 3.02,95 |             |
| –    | TTO  | Jarrin Solomon, Lalonde Gordon, Deon Lendore, Machel Cedenio          | DSQ     |             |

#### Serie 2
| Rang | Land | Team                                                                        | Tijd    | Opmerkingen |
| ---- | ---- | --------------------------------------------------------------------------- | ------- | ----------- |
| 1    | BEL  | Julien Watrin, Jonathan Borlée, Dylan Borlée, Kevin Borlée                  | 2.59,25 | Q, NR       |
| 2    | BAH  | Alonzo Russell, Chris Brown, Steven Gardiner, Stephen Newbold               | 2.59,64 | Q, SB       |
| 3    | CUB  | William Collazo, Adrian Chacón, Osmaidel Pellicier, Yoandys Lescay          | 3.00,16 | Q, SB       |
| 4    | BRA  | Pedro Luiz de Oliveira, Alexander Russo, Peterson dos Santos, Hugo de Sousa | 3.00,43 | q, SB       |
| 5    | DOM  | Yon Soriano, Luguelín Santos, Luis Charles, Gustavo Cuesta                  | 3.01,76 | SB          |
| 6    | VEN  | Arturo Ramírez, Omar Longart, Alberth Bravo, Freddy Mezones                 | 3.02,69 |             |
| –    | GBR  | Nigel Levine, Delano Williams, Matthew Hudson-Smith, Martyn Rooney          | DSQ     |             |
| –    | IND  | Kunhu Muhammed, Muhammad Anas, Ayyasamy Dharun, Arokia Rajiv                | DSQ     |             |

### Finale
| Rang   | Baan | Land | Team                                                                        | Tijd    | Opmerkingen |
| ------ | ---- | ---- | --------------------------------------------------------------------------- | ------- | ----------- |
| Goud   | 5    | USA  | Arman Hall, Tony McQuay, Gil Roberts, LaShawn Merritt                       | 2.57,30 | WL          |
| Zilver | 3    | JAM  | Peter Matthews, Nathon Allen, Fitzroy Dunkley, Javon Francis                | 2.58,16 | SB          |
| Brons  | 6    | BAH  | Alonzo Russell, Michael Mathieu, Steven Gardiner, Chris Brown               | 2.58,49 | SB          |
| 4      | 4    | BEL  | Julien Watrin, Jonathan Borlée, Dylan Borlée, Kevin Borlée                  | 2.58,52 | NR          |
| 5      | 7    | BOT  | Isaac Makwala, Karabo Sibanda, Onkabetse Nkobolo, Leaname Maotoanong        | 2.59,06 | NR          |
| 6      | 8    | CUB  | William Collazo, Adrian Chacón, Osmaidel Pellicier, Yoandys Lescay          | 2.59,53 | SB          |
| 7      | 2    | POL  | Łukasz Krawczuk, Michał Pietrzak, Jakub Krzewina, Rafał Omelko              | 3.00,50 |             |
| 8      | 1    | BRA  | Pedro Luiz de Oliveira, Alexander Russo, Peterson dos Santos, Hugo de Sousa | 3.03,28 |             |